# Базен, Марк Луи
Марк Луи Базен (фр. Marc Louis Bazin; 6 марта 1932, Сен-Марк, Гаити — 16 июня 2010, Порт-о-Пренс, Гаити) — гаитянский государственный и общественный деятель, и. о. президента и премьер-министр Гаити (1992—1993).

## Биография
В 1982 году в годы диктатуры Жан-Клода Дювалье был назначен на пост министра финансов и экономики. Однако, вследствие своей принципиальности и неподкупности был смещен диктатором, перешел на работу во Всемирный банк и аппарат ООН.
После падения режима Дювалье в 1986 году рассматривался в качестве одного из наиболее вероятных претендентов на должность нового главы государства. На президентских выборах в декабре 1990 года получил 14 % голосов, опередив Жана-Бертрана Аристида. После свержения Аристида, в конце сентября 1991 года избирается председателем Движения за восстановление демократии на Гаити.
В 1992—1993 годах — и. о. президента и премьер-министр Гаити, был назначен на эти должности военными, захватившими власть в стране в сентябре 1991 года. Пользовался поддержкой президента США Джорджа Буша-старшего.
После возвращения Аристида к власти в 2001 году был назначен министром планирования в его правительстве.
На президентских выборах 2006 года получил лишь 0,68 % голосов в свою поддержку.